# Lixy
Lixy é uma comuna francesa na região administrativa de Borgonha-Franco-Condado, no departamento de Yonne. Estende-se por uma área de 11,92 km². Em 2010 a comuna tinha 473 habitantes (densidade: 39,7 hab./km²).